# Sidusa tarsalis
Sidusa tarsalis är en spindelart som beskrevs av Banks 1909. Sidusa tarsalis ingår i släktet Sidusa och familjen hoppspindlar. Inga underarter finns listade i Catalogue of Life.